# Акопян, Александр Аркадьевич
Алекса́ндр Арка́дьевич Акопя́н (арм. Ալեքսանդր Արշակի Հակոբյան; 26 декабря 1890, Алексанрополь — 14 мая 1971, Ереван) — армянский советский учёный в области общей и химической термодинамики, теоретической механики, а также пианист-концертмейстер.
Академик АН Армянской ССР (1943), доктор химических наук (1936), профессор (1929). Заслуженный деятель науки и техники Армянской ССР (1940).

## Биография
Александр Аркадьевич (Аршакович) Акопян родился 26 декабря 1890 года (6 января 1891 года) в Алексанрополе (ныне Гюмри).
Для получения образования Акопян переехал к родственникам в Тбилиси. В 1909 году он окончил Тбилисское реальное училище. Одновременно Акопян обучался игре на фортепиано в Тбилисской музыкальной студии у педагогов Анны Ивановны Тулашвили и Алоизия Иосифовича Мизандари.
В 1912 году Александр Акопян поступил и в 1917 году окончил механическое отделение Петербургского политехнического института. После окончания института он в течение нескольких лет преподавал физику, математику и прикладную механику: в 1917—1918 годах — в Тифлисском культурно-техническом училище, в 1919 году — в женской гимназии и коммерческом училище в Александрополе, в 1919—1920 годах — в Тифлисском высшем инженерном училище.
Александр Акопян занимался также музыкой, и в 1920-х годах преподавал игру на фортепиано в музыкальной студии Романоса Овакимовича Меликяна, в создании которой он принимал активное участие. Он часто выступал в концертах в качестве концертмейстера.
Со дня основания Ереванского государственного университета Александр Акопян принимает участие в организации преподавательской и научной работы в университете. Акопян является одним из первых преподавателей физики в университете: он читал лекции по теоретической механике, молекулярной физике, термодинамике и статистической физике, он также является автором первых учебников физики на армянском языке. В 1921—1922 годах Акопян был заместителем декана технического факультета, доцентом Ереванского государственного университета, а в 1928—1929 годах — деканом технического факультета. В 1927—1928 году в Ереване Акопян создаёт региональную сейсмическую станцию АН СССР и руководит ей до 1944 года. В 1929 году Государственный научный совет при Министерстве просвещения Армянской ССР присудил ему учёное звание профессора.
В 1930 году на базе технического факультета Ереванского университета основывается Ереванский политехнический институт. Александр Акопян в 1930—1936 годах заведует кафедрой теоретической механики института. В 1936 году в Институте химии АН СССР Александр Акопян защитил диссертацию на соискание учёной степени доктора химических наук на тему «Применение термодинамики к теории смесей». В 1936—1939 годах он был заведующим кафедрой теоретической механики и термодинамики, в 1936—1944 годах — заместителем директора по научной и учебной работе, в 1939—1954 годах — заведующим кафедрой термодинамики и теплотехники Ереванского политехнического института. В 1937 году Всесоюзный комитет по делам высшей школы при СНК СССР переутвердил Акопяна в звании профессора.
В 1943 году Александр Акопян был избран академиком новосозданной Академии наук Армянской ССР. В 1955—1957 годах он заведовал кафедрой физики, а в 1967—1971 годах был консультантом кафедры теоретической механики Ереванского политехнического института.
Александр Аркадьевич Акопян скончался 14 мая 1971 года в Ереване. Похоронен в Ереванском городском пантеоне.

## Научная деятельность
Основные научные исследования Александра Акопяна посвящены общей, химической и прикладной термодинамике.
Научные исследования Акопян начал ещё со студенческих лет. Его дипломная работа была посвящена экспериментальному исследованию упругости насыщенных паров аммиака в интервале температур от −64 °C до 19 °C. Акопян, находившийся в Закавказье, получил предложение академика Владимира Александровича Кистяковского продолжить исследования в его лаборатории, но не смог воспользоваться им из-за прекращения железнодорожного сообщения с Петербургом.
В своей докторской диссертации «Применение термодинамики к теории смесей» Акопян исследовал термодинамические свойства растворов, смесей произвольного числа газов, адсорбционных слоёв новым способом, основанном на понятии полного дифференциала, учитывая возможность химических реакций в них. Акопяну удалось доказать важную теорему, согласно которой среди разнообразия систем с одинаковыми давлениями в различных её частях имеется большой класс таких систем, в которых зависимость между двумя неодинаковыми давлениями вполне определяется плотностями компонент в различных фазах. Таким образом Акопян доказал все известные (такие важные теоремы физической химии, как законы Генри, Вант-Гоффа, Рауля, закон распределения Нернста и теоремы Гиббса), и получил новые закономерности относящиеся к адсорбции из смесей.
Акопян исследовал теорию равновесия упругих систем, находящихся под действием внешних сил с точки зрения термодинамики. Он показал, что часть общих теорем, выводимых в теории упругости из закона Гука, от последнего не зависит, а являются следствием упругости и принципов термодинамики.
В своих трудах Акопян доказал, что принцип Ле Шателье, который был подвергнут критике Эренфестом, Планком, Лауэ, является правильным. Акопян также показал, что наряду с принципом Ле Шателье, существует ещё один принцип, в котором изменение факторов равновесия заменяется изменением величин типа объёма. В других работах Акопян рассматривал различные вопросы, связанные с обоснованием второго начала термодинамики: ему принадлежит обоснование начала для произвольного знака температуры. Акопяном было сформулировано более общее правило фаз, чем правило Гиббса.
Александр Акопян является автором фундаментальных монографий «Общая термодинамика» (1955), «Химическая термодинамика» (1963, переведена на румынский язык и издана в Бухаресте в 1968 году), а также автором курса теоретической механики — одного из первых в Советском Союзе, изложенных с помощью векторного исчисления.

## Музыкальная деятельность
Ещё во время учёбы в Петербургском политехническом институте Александр Акопян принимал участие в музыкальной жизни города: он был близок со студентами Петербургской консерватории, играл вместе с ними в четыре руки, участвовал в музыкально-теоретических обсуждениях. Там Акопян подружился с крупным русским композитором, ректором консерватории Александром Константиновичем Глазуновым, который высоко ценил его концертмейстерские способности.
22 декабря 1921 года была открыта музыкальная студия Романоса Меликяна, Акопян стал преподавать в студии и среди преподавателей был единственным концертмейстером. Таком образом Александр Акопян — первый концертмейстер Советской Армении. С 1923 года по 1927 год он продолжил концертмейстерскую деятельность в Ереванской государственной консерватории, в течение которой аккомпанировал многим видным певцам и музыкантам.

## Награды
- Орден Ленина (1953)[13][10]
- Орден Ленина (5 ноября 1944) — за выдающиеся заслуги в деле подготовки специалистов для народного хозяйства и культурного строительства[13][10]
- Заслуженный деятель науки и техники Армянской ССР (16 ноября 1940)[14][8]